# Eduard Petiška
Eduard Petiška (? –) cseh író volt, több mint kilencven cím szerzője. Könyveit több tucat nyelvre fordították le, és külföldön is népszerűvé váltak. Műveinek teljes eladási száma meghaladta a tizennyolcmillió példányt.
Leghíresebb művei közé tartoznak az Ókori görög mítoszok és legendák, valamint a Krtekről szóló történetek. Eduard Petiška Martin Petiška író édesapja.

## Családja
Petiška 1924. május 14-én született Prágában, gazdag kulturális örökséggel rendelkező családban. Apja, František Petiška, szenvedélyes olvasó volt. Kora gyermekkorától kezdve két nyelven beszélt – csehül és németül –, ami később lehetővé tette számára, hogy fordítóként dolgozzon azokban az években, amikor eltiltották a publikálástól. Könyvek iránti szeretetét megosztotta osztálytársával, Jaroslav Hašekkel, aki mellette ült. Hašek később saját írásaiban is felhasználta Petiška nevét. Franz Kafkával együtt dolgozott egy biztosítótársaságnál, és ő volt az elsők között, akik Kafka írásait megismerhették.
A költő édesanyja, leánykori nevén Adeline Windant, feladta operaénekesi pályafutását. Prózát és verseket is próbált írni. Petiška művészi tehetsége valószínűleg anyai ágon öröklődött. Apja (Eduard nagyapja) egy régi holland-német festőcsaládból származott; néhányan közülük freskókkal díszítettek több észak-csehországi templomot. Ő maga is festő volt. A család a zenében is tehetséges volt – mind Adeline, mind Eduard abszolút tehetséges volt. Petiškát már felvették egy zeneművészeti konzervatóriumba (színésznek vagy operaénekesnek), amikor a háború megváltoztatta az életét. A náci megszállás miatt ahelyett, hogy tanulmányokat folytatott volna, esztergályosként kellett dolgoznia Volmanov čelákovicei gyárában.

## Élete
Petiškát gyermekkora óta vonzották a történetek és az emberek sorsai. Először hallgató volt (nagymamája történetei később híres könyvének, a Százszorszépnek, egy átfogó német mesegyűjteménynek az alapjául szolgáltak), később pedig szenvedélyes olvasóvá vált, aki elkezdett saját prózaírással próbálkozni.
1945 után összehasonlító irodalmat és germanisztikát tanult, de más tárgyakat is látogatott, többek között esztétikát és orvostudományt. A felszabadulás után azonnal bekapcsolódott a kulturális életbe, eleinte (még diákként) költőként. Prózát és verseket kezdett publikálni, cikkeket írt újságoknak és gyermekmagazinoknak, aktív tagja volt az Umělecká beseda (művészek egyesülete) munkájának, valamint film- és rádiós munkában vett részt. Aktív tagja volt a Cseh Írószövetségnek (Syndikát českých spisovatelů). Konstantin Biebllel közösen tervezett „filmköltészetet” forgatni (ami a mai videoklipek elődje lenne).
Ezek a tevékenységek 1948 februárja után hirtelen megszakadtak. Ugyanebben az évben (24 évesen) feleségül vette Alenát, egy régi pedagóguscsaládból származó tanárnőt. Felesége egész életében nagy támasza volt neki, harmonikus otthont teremtve, amelyben Petiška munkássága virágozhatott. Emlékiratokat írt életéről, amelyek szabadon elérhetők a Wikimedia Commons-on (itt).
Fiuk, Martin, aki később maga is író lett, gyakran inspirálta apját. Martint Petiška könyveiben találhatjuk meg: Martin olvasókönyve, Hogyan tévedt el Martin stb.
Petiškának sok barátja volt művészi körökben; különösen olyan emberekkel kommunikált, akik hozzá hasonlóan az 1950-es években marginalizálódtak. Ezek közé tartozott Jaroslav Seifert, František Hrubín, Bohumil Hrabal és Emanuel Frynta író; valamint Jiří Kolář, Kamil Lhoták, Zdeněk Miler, Karel Teissig, Vladimír Komárek, Zdeněk Sklenář, a könyveit illusztráló Vilém Plocek művészek, Cyril Bouda és Helena Zmatlíková.
Egy nem hivatalos klub alakult a brandýsi lakásában az 1950-es években – találkozóhelyként szolgált barátai számára, ahol elolvashatták írásaikat és megvitathatták a művészeti világ újításait.

## Írásai
Az 1950-es években, amikor betiltották a felnőtteknek szóló könyvek kiadását, Petiška ehelyett gyermek- és ifjúsági történeteket kezdett írni. Gyermekkönyveivel vált világszerte ismertté, többek között az „A kis almafáról”, a „Gyermekekről és állatokról”, a „Mesebeli nagyapa”, „Hogy szerzett a vakond nadrágot”, a „A vakond kisautója”, a „Birliban”, az „Ókori görög mítoszok és legendák”, valamint az „Ezeregyéjszaka meséi” című művekkel.
Később verseket is publikált (többek között a Pillanatok, az Üres helyekre, az Ovidius családja és az Őszi napló), regényeket (Mielőtt az emberek megérnének, Knorr bíró, Egy fiatalember kalauza a házassághoz és A szív, amelyben élek), valamint germanisztikai tanulmányokat (J. W. Goethe olvasmányai; Goethe Bohémiában és Bohémia Goethében). Fordított G. E. Lessingtől, Goethétől, Heinrich Heinétől, Günter Grasstól és másoktól.
Pályafutása végén a könyvdedikálásokon rajongók tömege vette körül. Nem volt szokatlan, hogy egy könyvbe egy harmadik beírást is írt – az elsőt sok évvel korábban a nagymamának, a másodikat a lányának, a harmadikat pedig az unokájának írta, aki még mindig szerette ugyanazokat a történeteket.

## Ókori görög mítoszok és legendák
Ez a könyv, Petiška valószínűleg leghíresebb műve, akkor íródott, amikor nem hitte, hogy a kommunista rezsim valaha is megengedi majd neki, hogy felnőtteknek írjon. Úgy fogalmazta meg, mint egy „regényt a csehországi életről” – cseh reményekről és kétségbeesésekről, az istenekről, akik bizonyos politikai ideológiákat vagy hozzáállásokat képviselnek. Ez az archetipikus narráció valószínűleg az oka annak, hogy a könyv világszerte sikert aratott. Nem csupán az ősi mítoszok egyszerű újramesélése – hanem az emberi élet és jellem tömör beszámolója. Ez az üzenet érthető mindazon a sok nyelven, amelyre lefordították (többek között németre, angolra, olaszra, hollandra, oroszra, magyarra, észtre és szlovénra). Franciaországban 2011-ig huszonöt kiadásban jelent meg, és az iskolai irodalom tananyag részévé vált.
Az Ókori görög mítoszok és legendák Petiška irodalmi életművének kulcsműve volt. Ez a téma, amelyet más írók figyelmen kívül hagytak, mert túl bonyolultnak és triviálisnak tartották, pályafutásának alapjává vált; kedvenc mesélővé vált mind a gyerekek, mind a felnőttek számára, aki a kényszerről és a boldogságról, a hűségről és az árulásról, valamint az élet rövidségéről és lehetőségeiről mesélt.

## Halála és elismerése 1989 után

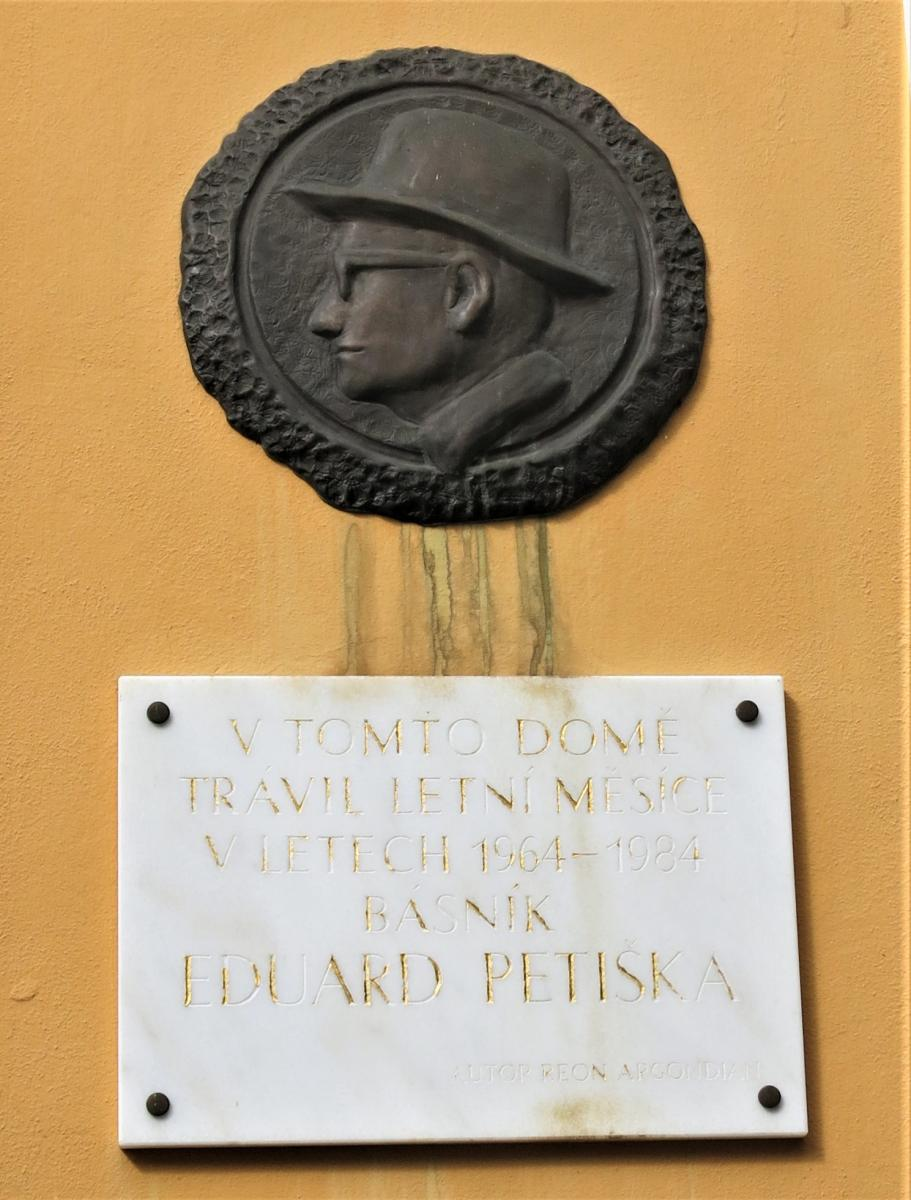
Emléktábla Mariánské Lázně-ben

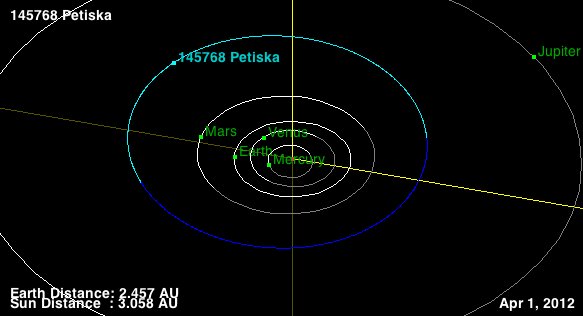
A Petiška kisbolygó

Eduard Petiška váratlanul halt meg (ahogyan a "Hogy szeretne meghalni egy költő" című költeményében elképzelte) 1987. június 6-án, a Mariánské Lázně gyógyüdülőhelyen töltött éves tartózkodása alatt. A Reon Argondian által készített portréjával emléktáblát helyeztek el a Marián Karlovarská Lázně u. 5. szám alatti házon, ahol tartózkodott.
A kilencven irodalmi mű, amelyet hátrahagyott, ma is él; többször is kiadják őket, és számos nyelvre fordították le őket, többek között kínaira, japánra, arabra, vietnamira és eszperantóra. Munkásságának átfogó bibliográfiája (eredeti és fordított művek egyaránt) 1999-ben jelent meg Věra Vladyková szerkesztésében.
Petiška munkásságát számos díjjal tüntették ki a bársonyos forradalom után, többek között Platina-díjjal, II. Rudolf-díjjal és Franz Kafka-érmmel. 1997-ben egy aszteroidát neveztek el róla.

### Magyarul megjelent
- Mesemondó nagyapó (Pohadkovi dedeček) – Artia, Prága, 1959 · Fordította: Donoval Lili · Illusztrálta: Zdeněk Miler
- Lányok a folyón (Déevécata a éreka) – Szlovákiai Szépirodalmi, Bratislava, 1961 · Fordította: Donoval Lili · Illusztrálta: Richard Fremund(wd)
- A világ leggazdagabb verebe és más történetek (O nejbohatsím vrabci svete) – Móra, Budapest, 1974 · ISBN 9631103609 · Fordította: Donászy Magda, Terták Mária · Illusztrálta: Zdeněk Miler, F. Freiwillig, J. Kábrt
  - – Móra, Budapest, 2012 · ISBN 9789631190922 · Fordította: Zádor Margit · Illusztrálta: Zdeněk Miler
- A vakond nadrágja és más történetek – Artia, Prága, 1974 · Fordította: Fazekas Anna · Illusztrálta: Zdeněk Miler
- Nászéjszakák (Svatební noci) – Európa / Madách, Budapest - Bratislava, 1977 · ISBN 9630707578 · Fordította: Zádor Margit
- Sötét égen csillagok (Štěstí, noc a hvězdy) – Európa, Budapest, 1978 · ISBN 9630715767 · Fordította: Olexo Anna
- Volt egyszer egy vakond (Byl jednou jeden krtek) – Madách, Bratislava, 1981 · Fordította: P. Olexo Anna · Illusztrálta: Zdeněk Miler
- Ezüst kaland (Stríbrné dobrodruzhství) – Madách, Pozsony, 1985 · ISBN 9631143600 · Fordította: Hideghéty Erzsébet · Illusztrálta: Dagmar Berková(wd)
- Görög mondák és regék (Staré recké báje a povesti) – Holnap, Budapest, 2001 · ISBN 9633464749 · Fordította: Zádor Margit · Illusztrálta: Szilágyi Eszter
- A vakond autója (Krtek a autičko) – Móra, Budapest, 2011 · ISBN 9789631189476 · Fordította: Balázs Andrea · Illusztrálta: Zdeněk Miler
- A kisvakond nadrágja (Krtek a kalhotky) – Móra, Budapest, 2019 · ISBN 9789634157687 · Fordította: Balázs Andrea · Illusztrálta: Zdeněk Miler

## Fordítás
- Ez a szócikk részben vagy egészben  az   Eduard Petiška című angol Wikipédia-szócikk ezen változatának fordításán alapul.  Az eredeti cikk szerkesztőit annak laptörténete sorolja fel. Ez a jelzés csupán a megfogalmazás eredetét és a szerzői jogokat jelzi, nem szolgál a cikkben szereplő információk forrásmegjelöléseként.